# Erdoğan Emir

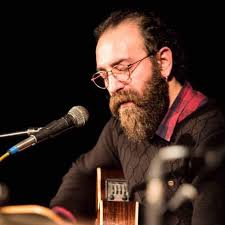
Erdogan Emir, 2018

Erdoğan Emir (* 29. April 1983 in Hozat) ist ein kurdisch-alevitischer Sänger, Songwriter und Musiker aus der Türkei.

## Biographie
Erdoğan Emir begann seine musikalische Karriere bei der Gruppe Grup Eylül Yagmurlariyla. Er war danach auch bei den Gruppen Grup Gölge, Grup Sürgün, Grup Yelve und zuletzt Grup Munzur tätig. 
Neben eigenen Texten in kirmancki, kurmandschi oder türkisch nimmt Erdoğan Emir auch klassische Volkslieder und alevitische Gedichte auf. Er spielt hauptsächlich Gitarre zu seinen Liedern und verbindet orientalische Laute mit westlichen Klängen.
Im Jahr 2010 erschien sein erstes Solo-Album Sad (Zeuge) bei KOM Müzik. Im Jahr 2015 entstand sein zweites Album Beref (Letzte Erde) bei Kalan Müzik und im Jahr 2022 kam sein drittes Album Bavok (Erbe), wieder über Kalan Müzik. 
Neben seinen Alben brachte Erdogan Emir auch Songs raus, die Genres übergreifend sind und mit verschiedenen Künstlern wie Manuş Baba, Hakan Vreskala und KCEO zusammen gestaltet wurden.  

## Diskografie

### Alben
- 2010: Sad (Zeuge)
- 2015: Beref (Letzte Erde)
- 2022: Bavok (Erbe)

### Singles (Auswahl)
- 2010: To Şiya
- 2010: İnsane Kamil
- 2010: Tew Veyvıke
- 2016: Sen Varsın Orda
- 2022: Ey Benim Divane Gönlüm (mit Manuş Baba)

### Mitwirkungen
- 2014: Aleviler'e Kalan (Was den Aleviten blieb, von Kalan Müzik, mit dem Song Di Be)
- 2015: Duyuyor Musun (Hörst du, von Hakan Vreskala, mit dem Song Gel Bana)
- 2023: Welat (mit KCEO)